# VK (közösségi oldal)
A VKontaktye, rövidítve VK orosz alapítású közösségi hálózat. Székhelye Szentpétervárott található. Több nyelven is elérhető, de különösen népszerű az orosz felhasználók körében. Akárcsak a többi közösségi oldal, a VK is lehetővé teszi a felhasználók számára a publikus vagy privát üzenetküldést, csoportok, oldalak és események készítését, valamint megoszthatóak a bejegyzések, képek, videók, hangfájlok és játékok.
2014 novemberében 280 millió felhasználója volt, azóta ez a szám már jócskán megnőtt. A similar web oldalra alapozva a világon a 4. leglátogatottabb oldal, Oroszországban pedig az első, még a Yandexet is leelőzi. A világon a 8. legnépszerűbb közösségi oldal. 2012 decemberében naponta átlagosan 75 millióan látogatták, azóta ez a szám 90 millióra nőtt.

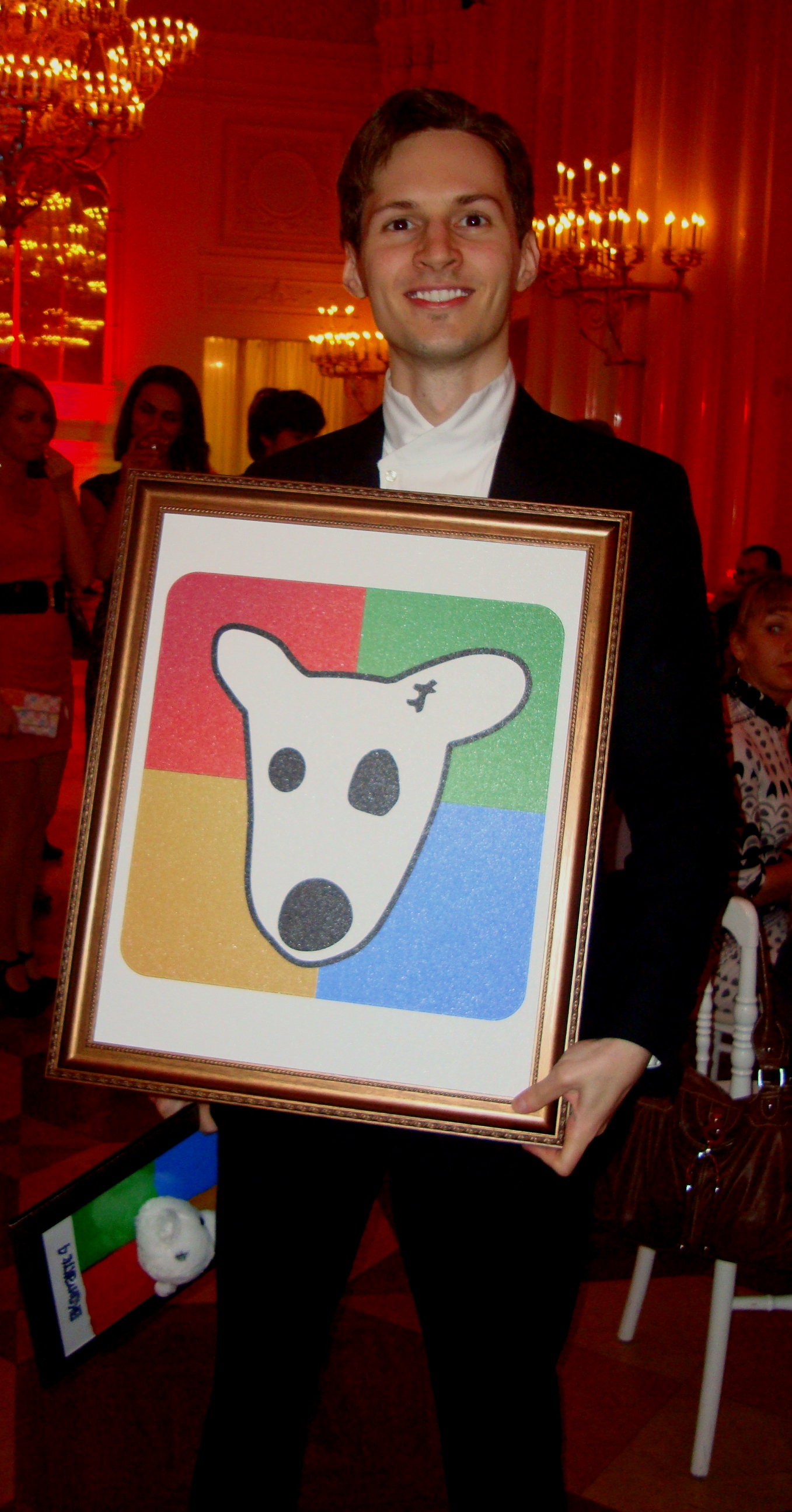
Pavel Durov, a VK alapítója, a 26-ik születésnapján, 2010. október 10.
A legnépszerűbb közösségi hálózatok országonként. Oroszországban és néhány más szovjet utódállamban a VK